# Jean Henri Mollerus
Jean Henri baron Mollerus, né à La Haye le 30 octobre 1750 et mort à Utrecht le 22 juin 1834, est un homme politique du royaume uni des Pays-Bas.

## Biographie
Après avoir étudié le droit à Utrecht, il devint avocat. En 1776 il fut nommé conseiller à la cour de Hollande, Zélande et Frise Occidentale et devint enfin en 1785 secrétaire du Conseil d'État.
Après la révolution batave il se retira à partir de 1795 de la vie publique.
Lorsqu'en 1801 l'ancien stadhouder Guillaume V d'Orange-Nassau permit aux orangistes de pouvoir à nouveau remplir des fonctions publiques, il devint secrétaire du gouvernement du département de Hollande. En 1806 il fit partie du gouvernement du royaume de Hollande comme ministre de l'Intérieur (1806-1808) et ministre d'État de 1808 à 1809. De 1811 à 1813 il réside à Paris comme membre du Conseil des affaires de Hollande et du Corps législatif.
Après la chute de Napoléon, il devient en 1814 commissaire-général de la Guerre et en 1815 membre de la Commission constitutionnelle. En 1816 il est nommé membre et vice-président en activité du Conseil d'État. Après sa sortie de charge en 1829 il est nommé ministre d'État.
Mollerus avait épousé en 1777 Mellina Anna Alberda van Nijensteyn qui le rendit père de sept enfants.
Il fut anobli en 1816 et reçu le titre de baron en 1820.

## Source
- (nl) Cet article est partiellement ou en totalité issu de l’article de Wikipédia en néerlandais intitulé « Johan Hendrik Mollerus » (voir la liste des auteurs).